# Carl Wilhelm Ferdinand Harbordt
Carl Wilhelm Ferdinand Harbordt (* 1812; † 1894) war ein deutscher Jurist und Minister im Kurfürstentum Hessen.

## Leben
Harbordt war seit 1838 im kurhessischen Justizdienst tätig. Zunächst war er Landgerichtsassessor in Marburg, danach außerordentlicher Obergerichtsassessor. 1850 wurde er Bezirksdirektor, später Regierungsdirektor in Hanau. Im November 1865 wurde er zum Vorstand des Innenministeriums ernannt und blieb in diesem Amt bis zum Ende des Kurstaats 1866.